# Massenverhältnis
Das Massenverhältnis (Formelzeichen: ζ) ist gemäß DIN 1310 eine physikalisch-chemische Größe zur quantitativen Beschreibung der Zusammensetzung von Stoffgemischen/Mischphasen, eine Gehaltsgröße. Es gibt das Verhältnis der Massen zweier betrachteter Mischungskomponenten zueinander an.

## Definition und Eigenschaften
Das Massenverhältnis ζij ist definiert als Wert des Quotienten aus der Masse mi der einen betrachteten Mischungskomponente i und der Masse mj der anderen betrachteten Mischungskomponente j:
{\displaystyle \zeta _{ij}={\frac {m_{i}}{m_{j}}}}
Zur Vermeidung von Unklarheiten bei der Angabe von Massenverhältnissen sind Zählerkomponente und Nennerkomponente stets zu spezifizieren, z. B. durch die angegebene Indexschreibweise. Eine Vertauschung von Zähler- und Nennerkomponente führt zum Kehrwert {\displaystyle \zeta _{ji}={\tfrac {1}{\zeta _{ij}}}={\tfrac {m_{j}}{m_{i}}}}. In Multikomponentengemischen lassen sich entsprechend viele Massenverhältnisse formulieren: bei insgesamt Z Komponenten Z2 Stück, wenn die jeweiligen Kehrwerte und triviale Massenverhältnisse wie {\displaystyle \zeta _{ii}={\tfrac {m_{i}}{m_{i}}}=1} mitzählen (Variation mit Wiederholung), ansonsten {\displaystyle {\tbinom {Z}{2}}} Stück (Kombination ohne Wiederholung).
Bei Lösungen als häufigem Fall chemischer Stoffgemische kann die Komponente i beispielsweise ein gelöster Stoff und j das Lösungsmittel oder auch ein weiterer gelöster Stoff sein.
Als Quotient zweier dimensionsgleicher Größen ist das Massenverhältnis eine Größe der Dimension Zahl und kann Zahlenwerte ≥ 0 annehmen. Es kann als eine reine Dezimalzahl ohne Maßeinheit angegeben werden, alternativ auch mit Zusatz eines Bruchs gleicher Einheiten (kg/kg oder g/g), ggf. mit verschiedenen Dezimalpräfixen (z. B. g/kg), oder mit Hilfsmaßeinheiten wie Prozent (% = 1/100), Promille (‰ = 1/1.000) oder parts per million (1 ppm = 1/1.000.000). Hierbei ist jedoch die veraltete, nicht mehr normgerechte Angabe „Massenprozent“ (bzw. „Gewichtsprozent“) zu vermeiden. Bei Nichtvorhandensein der Mischungskomponente i (also wenn mi = 0) ergibt sich der Minimalwert ζij = 0. Bei Nichtvorhandensein der Mischungskomponente j (mj = 0, wenn beispielsweise kein Gemisch, sondern ein Reinstoff i vorliegt) ist das Massenverhältnis ζij nicht definiert.
Der Wert des Massenverhältnisses für ein Stoffgemisch gegebener Zusammensetzung ist – im Gegensatz zu den volumenbezogenen Gehaltsgrößen (Konzentrationen, Volumenanteil, Volumenverhältnis) – unabhängig von Temperatur und Druck, da sich die Massen der Mischungskomponenten im Gegensatz zu den Volumina mit der Temperatur bzw. dem Druck nicht ändern, sofern keine stofflichen Umsetzungen eintreten.

## Zusammenhänge mit anderen Gehaltsgrößen
In der folgenden Tabelle sind die Beziehungen des Massenverhältnisses ζij mit den anderen in der DIN 1310 definierten Gehaltsgrößen in Form von Größengleichungen zusammengestellt. Dabei stehen Mi bzw. Mj für die jeweiligen molaren Massen, ρi bzw. ρj für die jeweiligen Dichten der Reinstoffe i bzw. j (bei gleichem Druck und gleicher Temperatur wie im Stoffgemisch).
|                           | Massen-…                                                                             | Stoffmengen-…                                                                  | Teilchenzahl-…                                                                 | Volumen-…                                                                                            |
| ------------------------- | ------------------------------------------------------------------------------------ | ------------------------------------------------------------------------------ | ------------------------------------------------------------------------------ | --- |
| …-anteil                  | Massenanteil w                                                                       | Stoffmengenanteil x                                                            | Teilchenzahlanteil X                                                           | Volumenanteil φ                                                                                      |
| …-anteil                  | {\displaystyle \zeta _{ij}={\frac {w_{i}}{w_{j}}}}                                   | {\displaystyle \zeta _{ij}={\frac {x_{i}}{x_{j}}}\cdot {\frac {M_{i}}{M_{j}}}} | {\displaystyle \zeta _{ij}={\frac {X_{i}}{X_{j}}}\cdot {\frac {M_{i}}{M_{j}}}} | {\displaystyle \zeta _{ij}={\frac {\varphi _{i}}{\varphi _{j}}}\cdot {\frac {\rho _{i}}{\rho _{j}}}} |
| …-konzentration           | Massenkonzentration β                                                                | Stoffmengenkonzentration c                                                     | Teilchenzahlkonzentration C                                                    | Volumenkonzentration σ                                                                               |
| …-konzentration           | {\displaystyle \zeta _{ij}={\frac {\beta _{i}}{\beta _{j}}}}                         | {\displaystyle \zeta _{ij}={\frac {c_{i}}{c_{j}}}\cdot {\frac {M_{i}}{M_{j}}}} | {\displaystyle \zeta _{ij}={\frac {C_{i}}{C_{j}}}\cdot {\frac {M_{i}}{M_{j}}}} | {\displaystyle \zeta _{ij}={\frac {\sigma _{i}}{\sigma _{j}}}\cdot {\frac {\rho _{i}}{\rho _{j}}}}   |
| …-verhältnis              | Massenverhältnis ζ                                                                   | Stoffmengenverhältnis r                                                        | Teilchenzahlverhältnis R                                                       | Volumenverhältnis ψ                                                                                  |
| …-verhältnis              | {\displaystyle \zeta _{ij}}                                                          | {\displaystyle \zeta _{ij}=r_{ij}\cdot {\frac {M_{i}}{M_{j}}}}                 | {\displaystyle \zeta _{ij}=R_{ij}\cdot {\frac {M_{i}}{M_{j}}}}                 | {\displaystyle \zeta _{ij}=\psi _{ij}\cdot {\frac {\rho _{i}}{\rho _{j}}}}                           |
| Quotient Stoffmenge/Masse | Molalität b                                                                          | Molalität b                                                                    |                                                                                | |
| Quotient Stoffmenge/Masse | {\displaystyle \zeta _{ij}=b_{i}\cdot M_{i}} (i = gelöster Stoff, j = Lösungsmittel) |                                                                                |                                                                                | |
| Quotient Stoffmenge/Masse | spezifische Partialstoffmenge q                                                      |                                                                                |                                                                                | |
| Quotient Stoffmenge/Masse | {\displaystyle \zeta _{ij}={\frac {q_{i}}{q_{j}}}\cdot {\frac {M_{i}}{M_{j}}}}       |                                                                                |                                                                                | |

Summiert man für alle Mischungskomponenten die Massenverhältnisse ζzi zu einer fixen Mischungskomponente i, so erhält man den Kehrwert des Massenanteils der fixen Mischungskomponente i (Stoffgemisch aus insgesamt Z Komponenten, Index z als allgemeiner Laufindex für die Summenbildung, Einbeziehung des trivialen Massenverhältnisses {\displaystyle \zeta _{ii}={\tfrac {m_{i}}{m_{i}}}=1} in die Summe):
{\displaystyle \sum _{z=1}^{Z}\zeta _{zi}=\sum _{z=1}^{Z}{\frac {m_{z}}{m_{i}}}={\frac {1}{w_{i}}}}

## Beispiele

### Stickstoff und Sauerstoff in Luft
Luft als das Gasgemisch der Erdatmosphäre enthält die beiden Hauptkomponenten Stickstoff (Teilchen: N2-Moleküle) und Sauerstoff (Teilchen: O2-Moleküle). Bei näherungsweiser Betrachtung als ein Gemisch idealer Gase sind die üblicherweise tabellierten mittleren Volumenanteile der Einzelgase in trockener Luft auf Meereshöhe (N2: ca. 78,1 %; O2: ca. 20,9 %) den Stoffmengen- bzw. Teilchenzahlanteilen gleichzusetzen. Unter Einbeziehung der molaren Massen ergibt sich damit für das Massenverhältnis von Stickstoff zu Sauerstoff:
{\displaystyle \zeta _{\mathrm {{N_{2}}/{O_{2}}} }={\frac {x_{\mathrm {N_{2}} }}{x_{\mathrm {O_{2}} }}}\cdot {\frac {M_{\mathrm {N_{2}} }}{M_{\mathrm {O_{2}} }}}={\frac {0{,}781}{0{,}209}}\cdot {\frac {28{,}014\ \mathrm {g\cdot mol^{-1}} }{31{,}998\ \mathrm {g\cdot mol^{-1}} }}=3{,}27}

### Element-Massenverhältnisse in chemischen Verbindungen
Gehaltsgrößen wie das Massenverhältnis sind auch sinngemäß übertragbar, wenn es um die Betrachtung chemischer Elemente als Komponenten chemischer Verbindungen geht. Aus der Summenformel einer chemischen Verbindung lassen sich die Teilchenzahlverhältnisse der Atome der beteiligten chemischen Elemente ableiten, durch Verknüpfung mit den molaren Massen ergeben sich die Massenverhältnisse. Als Beispiel diene das Massenverhältnis von Sauerstoff zu Wasserstoff in Wasser H2O bzw. in Wasserstoffperoxid H2O2:
{\displaystyle \zeta _{\mathrm {O/H} }(\mathrm {H_{2}O} )=R_{\mathrm {O/H} }(\mathrm {H_{2}O} )\cdot {\frac {M_{\mathrm {O} }}{M_{\mathrm {H} }}}={\frac {1}{2}}\cdot {\frac {15{,}999\ \mathrm {g\cdot mol^{-1}} }{1{,}008\ \mathrm {g\cdot mol^{-1}} }}=7{,}936\approx 8}
{\displaystyle \zeta _{\mathrm {O/H} }(\mathrm {H_{2}O_{2}} )=R_{\mathrm {O/H} }(\mathrm {H_{2}O_{2}} )\cdot {\frac {M_{\mathrm {O} }}{M_{\mathrm {H} }}}={\frac {2}{2}}\cdot {\frac {15{,}999\ \mathrm {g\cdot mol^{-1}} }{1{,}008\ \mathrm {g\cdot mol^{-1}} }}=15{,}872\approx 16}
Hieran lassen sich das Gesetz der konstanten Proportionen (in einer bestimmten chemischen Verbindung kommen die sie konstituierenden chemischen Elemente immer im gleichen Massenverhältnis vor) und das Gesetz der multiplen Proportionen (bilden zwei chemische Elemente miteinander verschiedene Verbindungen, so stehen die einzelnen Massenverhältnisse der beiden chemischen Elemente in diesen Verbindungen untereinander im Verhältnis kleiner ganzer Zahlen) aufzeigen.